# 482
| 482                |
| ------------------ |
| Dødsfald - Fødsler |
|                    |

| Gregoriansk kalender | 482 CDLXXXII            |
| Ab urbe condita      | 1235                    |
| Armensk kalender     | I/T                     |
| Kinesiske kalender   | 3178 – 3179 辛酉 – 壬戌 |
| Etiopisk kalender    | 474 – 475               |
| Jødisk kalender      | 4242 – 4243             |
| Hindukalendere       |                         |
| - Vikram Samvat      | 537 – 538               |
| - Shaka Samvat       | 404 – 405               |
| - Kali Yuga          | 3583 – 3584             |
| Iransk kalender      | 140 BP – 139 BP         |
| Islamisk kalender    | 144 BH – 143 BH         |

Se også 482 (tal)